# وگاس: بر اساس یک داستان واقعی
وگاس: بر اساس یک داستان واقعی (انگلیسی: Vegas: Based on a True Story) فیلمی است به کارگردانی امیر نادری که محصول سال ۲۰۰۸ میلادی و در آمریکا ساخته شده‌است.
اولین نمایش این فیلم ۳۱ اوت ۲۰۰۸ در شصت‌وپنجمین جشنواره بین‌المللی فیلم ونیز بوده‌است.

## داستان
«خانواده پارکر» در منطقه بیابانی در حومه شهر لاس‌وگاس، در یک خانه پیش‌ساخته کوچک زندگی می‌کنند. در اطراف محل زندگی آن‌ها یک کلیسا وجود دارد با یک بیل بورد بزرگ JESUS و قمارخانه‌ای که سیگار و آبجو هم می‌فروشد.
مرد خانواده، ادی (با بازی مارک گرین‌فیلد) و همسرش تریسی (نانسی لا اسکالا) به سختی هزینه زندگی خود را درمی‌آورند. پسر دوازده ساله‌ای هم به نام میچ (با بازی زَک تامس) دارند. آرامش خانواده با ورود مردی به هم می‌خورد که ادعا می‌کند یک سرباز نیروی دریایی است که از عراق بازگشته و قیمت گزافی را برای خرید خانه آن‌ها پیشنهاد می‌کند. با این دلیل که بعدها می‌فهمیم، او فکر می‌کند گنجی در آنجا مدفون شده: چمدانی که حاوی پول‌هایی است که طی یک سرقت مشهور از بانک به تاراج رفته. این گونه کل خانواده چنان به صرافت یافتن پول‌ها می‌افتند که به سرعت از کندن نقاط مختلف، به زیر و رو کردن محل زندگی خود با بولدوزر می‌رسند و خانه‌شان را به دست خودشان نابود می‌کنند.

## جوایز
- نامزد دریافت جایزه شیر طلایی از شصت و پنجمین جشنواره فیلم ونیز ۲۰۰۸
- تقدیر ویژه منتقدان فیلم کاتولیک SIGNIS، جشنواره فیلم ونیز، ۲۰۰۸[۲]
- جایزه بهترین فیلم، انجمن فیلم‌سازان جوان ایتالیا، جشنواره فیلم ونیز، ۲۰۰۸[۳]